# 1919 (film)
Pour l'année, voir 1919.
Pour plus de détails, voir Fiche technique et Distribution.
1919 est un film britannique réalisé par Hugh Brody, sorti en 1985.

## Synopsis
Deux patients de Sigmund Freud discutent de leur traitement 65 ans après.

## Fiche technique
- Titre : 1919
- Réalisation : Hugh Brody
- Scénario : Hugh Brody et Michael Ignatieff
- Musique : Brian Gascoigne
- Photographie : Ivan Strasburg
- Montage : David Gladwell
- Production : Nita Amy
- Société de production : Channel Four Films
- Pays :  Royaume-Uni
- Genre : Drame
- Durée : 99 minutes
- Dates de sortie : 
  -  Allemagne de l'Ouest : février 1985 (Berlinale)
  -  États-Unis : 24 septembre 1985

## Distribution
- Paul Scofield : Alexander Scherbatov
- Maria Schell : Sophie Rubin
- Frank Finlay : Sigmund Freud (voix)
- Diana Quick : Anna
- Clare Higgins : Sophie jeune
- Colin Firth : Alexander jeune
- Sandra Berkin : Nina
- Alan Tilvern : le père de Sophie
- Jacqui Dankworth : la sœur d'Alexander

## Distinctions
Le film a été présenté en sélection officielle en compétition lors de Berlinale 1985.